# Vanua’aku Pati
Partia Pracy (Vanua’aku Pati, ang. Our Land Party) – vanuacka socjalistyczna partia polityczna popierana głównie przez anglojęzyczną część mieszkańców państwa.
Założona na początku lat 70. przez Waltera Lini i Donalda Kalpokasa, do 1974 r. znana jako Narodowa Partia Nowych Hebrydów. Po zwycięstwie w przedniepodległościowych wyborach parlamentarnych Lini został przewodniczącym, a od odzyskania niepodległości, 30 lipca 1980, pierwszym premierem niepodległego Vanuatu. W 1991 nastąpił rozłam – upadł rząd Waltera Lini, który opuścił partię i założył konkurencyjne ugrupowanie o nazwie Zjednoczona Partia Narodowa. Mimo kryzysu wciąż odgrywała dużą rolę na scenie politycznej, z jej szeregów wywodzili się m.in. premierzy Donald Kalpokas i Edward Natapei.
W wyborach prezydenckich z 2004 r. Vanua'aku Parti poparło zwycięskiego Kalkota Mataskelekele, w tym samym roku weszło również w koalicję rządową z kierowaną przez Hama Lini (brata zmarłego Waltera) Zjednoczoną Partią Narodową.
W wyborach w 2016 r. wprowadziła 6 osób do parlamentu i utworzyła koalicję rządzącą razem z 11 innymi partiami.